# François Delatour
François Charles Delatour (souvent orthographié De Latour), né à Gand le 28 avril 1846 et décédé à Bruxelles le 17 avril 1903, est le septième administrateur de la Sûreté publique belge de 1890 à 1903. Il est également secrétaire général du Ministère de la Justice à partir de 1896. 

## Enfance et formation
François Charles Delatour naît le 28 avril 1846 à Gand. Fils de Léopold Charles Delatour, commerçant originaire de Mons, et de Jeanne Marie Veerdam, originaire de Gand, il est le troisième et plus jeune fils de la famille. Il grandit à Gand et étudie le droit à l'Université de Gand. Il exerce le métier d'avocat avant de déménager à Bruxelles en 1871 avec son frère Benoît. 

## Carrière au sein du Ministère de la Justice
En 1875, il est fonctionnaire au sein de l'administration de la Sûreté publique, faisant partie du département ministériel de la Justice. Il obtient régulièrement des promotions jusqu'à sa nomination au poste de directeur général des Prisons et de la Sûreté publique au début de l'année 1890. Avec cette fonction, il cumule celle de secrétaire général du ministère de la Justice à partir de 1895. Il occupe ces deux fonctions jusqu'à son décès en 1903.
Au cours de sa carrière, il fréquente des personnalités telles Adolphe Prins et plusieurs ministres de la Justice. Il reçoit également de nombreuses décorations étrangères ainsi que l'Ordre de Léopold,. 

### Décorations
Liste des décorations reçues par François Delatour:
- Commandeur de l'Ordre de Léopold
- Commandeur de l'Ordre de la Légion d'Honneur
- Commandeur de 1re classe de l'Ordre du Lion de Zähringen
- Commandeur avec plaque de l'Ordre de François-Joseph d'Autriche
- Commandeur de l'Ordre de Sainte-Anne de Russie
- Commandeur de l'Ordre de Saints Maurice et Lazarre
- Commandeur de l'Ordre du Medjidié
- Grand Officier de l'Ordre du Lion et du Soleil de Perse
- Officier de l'Ordre de la Couronne d'Italie
- Officier de l'Ordre d'Orange-Nassau
- Décoré de 3e classe de l'Ordre de la Couronne royale de Prusse

## Administrateur de la Sûreté publique
En 1889, l'administrateur général de la Sûreté publique Adolphe Gautier de Rasse est révoqué à la suite des remous causés par le procès du Grand Complot. Le ministre de la Justice Jules Lejeune décide alors de réformer la Sûreté publique. Parmi les mesures prises par le ministre figurent la nomination d'un nouvel administrateur général (sous la dénomination de directeur général) et la redéfinition de ses pouvoirs. 
François Delatour devient directeur général de la Sûreté publique en 1890. En théorie, ce directeur général ne dispose plus des pouvoirs qu'avait l'administrateur général. Ceux-ci sont exercés par le ministre de la Justice. Cependant, le ministre délègue rapidement ces pouvoirs au directeur général qui, finalement, récupère les prérogatives qui étaient celles de l'administrateur général. 
Son mandat à la tête de la Sûreté publique est marqué par un contexte social agité par la revendication du suffrage universel, la lutte contre les anarchistes (actifs en France et en Espagne notamment) et un renforcement de l'échange d'informations entre les services de renseignements de plusieurs pays (France, Italie, Russie). 
La Sûreté publique, si décriée lors du procès du Grand Complot par les politiciens et la presse, semble avoir retrouvé grâce aux yeux de l'opinion une décennie plus tard. Lorsque François Delatour décède en poste en 1903, son travail à la tête de la Sûreté est apprécié et salué, à la fois par des journalistes (particulièrement dans Le Vingtième Siècle et L'Indépendance belge) et des membres du Ministère de la Justice,,. 

## Décès
François Delatour meurt le 17 avril 1903, à son domicile de Bruxelles. Il est victime d'une crise d'apoplexie. 
De nombreuses personnalités issues des secteurs politique et juridique assistent à ses funérailles. La majorité travaillant ou ayant travaillé au sein du Ministère de la Justice. Le ministre de la Justice Jules Van den Heuvel et Adolphe Prins prononcent tous deux une partie de son éloge funèbre. Il est inhumé au cimetière de Laeken. 

## Vie privée
François Delatour reste célibataire et n'a pas d'enfants. Tout au long de sa vie, il est très proche de son frère Benoît, qui travaille aussi au ministère de la Justice. 